# Мельников Володимир Степанович
Володимир Степанович Мельников (4 серпня 1938, Ситківці — 8 лютого 2010, Київ) — український науковець-мінералог, кристалохімік, педагог. Кандидат геолого-мінералогічних наук (1973). Посмертний лауреат Державної премії України в галузі науки і техніки (2015). Один із провідних українських мінералогів, дослідник мінералогії і кристалохімії шаруватих і змішаношаруватих силікатів, польових шпатів, високотемпературної надпровідної кераміки.
Майже 40 років — науковий співробітник Інституту геохімії, мінералогії та рудоутворення імені М. П. Семененка НАН України (1971—2010), завідувач лабораторії кристалохімії та структурного аналізу. Автор близько 400 наукових робіт, учень академіків Євгена Лазаренка та Олександра Поваренних.

## Життєпис
Народився 4 серпня 1938 року у селі Ситківці на Вінниччині у родині педагогів-біологів. Дитинство та юність провів у Львові, де закінчив школу № 14.
У 1961 році закінчив геологічний факультет Львівського державного університету імені Івана Франка та отримав спеціалізацію «Геолог—геохімік». Учень академіка Євгена Лазаренка.
Після закінчення університету деякий час працював у місті Норильськ, у зоні Норильського мідно-нікелевого родовища. Незабаром повернувся до Львова, де працював у проблемній лабораторії геохімії рідного університету та навчався роботі з рентгенографічним фазовим аналізом.
Спочатку обіймав посади інженера, молодшого наукового співробітника, з 1966 року — завідувача міжкафедральної лабораторії рентгеноструктурного аналізу. У період роботи у Львові досліджував кукеїт, тарасовіт, ректорит, номенклатура яких була ще не до кінця прояснена, займався модернізацією обладнання лабораторії.
З 1971 року — у Києві, в аспірантурі Інституту геохімії та фізики мінералів (ІГФМ; пізніше — Інститут геохімії, мінералогії та рудоутворення імені М. П. Семененка НАН України). Навчався у відділі кристалохімії і мінералогії під керівництвом академіка Олександра Поваренних.
Після закінчення аспірантури, у 1973 році здобув науковий ступінь кандидата геолого-мінералогічних наук, захистивши дисертацію на тему «Некоторые вопросы кристаллохимии и минералогии смешанно-слоистых силикатов».
У відділі регіональної і генетичної мінералогії ІГФМ пройшов шлях від молодшого до провідного наукового співробітника. Створив лабораторію кристалохімії та структурного аналізу для дослідження мінералів фізичними методами, фактично очолював її багато років. У 1990-х роках, коли лабораторія майже не фінансувалась, була обмежена в електроенергії, воді та запчастинах, доклав багато зусиль, щоб утримати її на відповідному рівні.

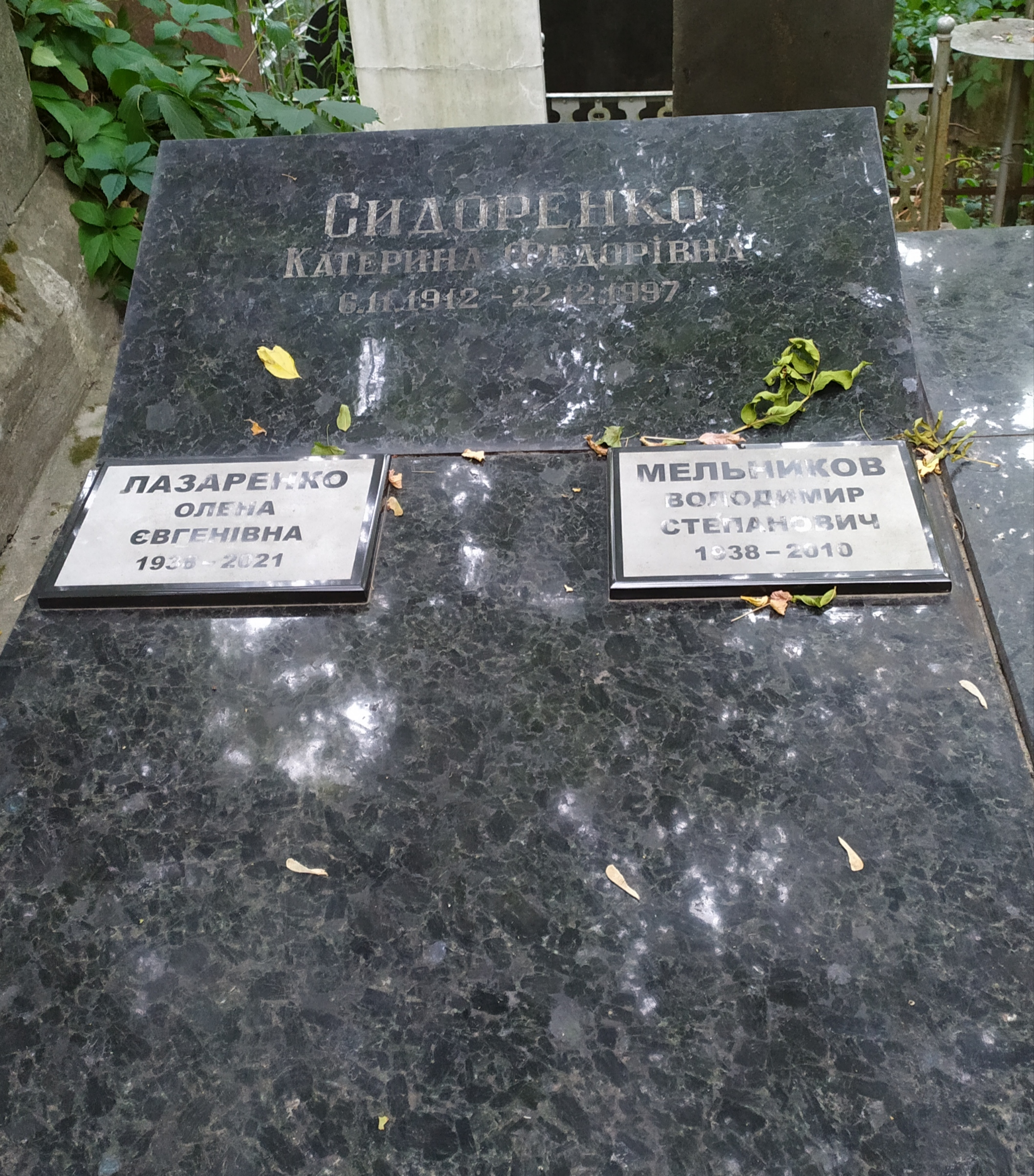
Могила Володимира Мельникова та його родини, Байкове кладовище

Раптово помер на 72-му році життя 8 лютого 2010 року. Похований разом із дружиною та її родиною на Байковому кладовищі (ділянка № 9, 50°25′5.3″ пн. ш. 30°30′31.54″ сх. д. / 50.418139° пн. ш. 30.5087611° сх. д.).

### Родина
- Дружина — геолог, мінералог, кандидат геолого-мінералогічних наук Олена Лазаренко (1938—2021). Виховали двох синів.
  - Тесть — геолог, мінералог, доктор геолого-мінералогічних наук, учитель Володимира Мельникова, Євген Лазаренко (1912—1979).
  - Теща — мінералог, кандидат геолого-мінералогічних наук Катерина Сидоренко (1912—1997).

## Наукова діяльність
Автор близько 400 наукових робіт, зокрема низки авторських свідоцтв на винаходи. Один із провідних українських мінералогів, дослідник мінералогії і кристалохімії шаруватих і змішаношаруватих силікатів, польових шпатів, високотемпературної надпровідної кераміки.
Завдяки власним дослідженням надпровідникових плівок довів, що морфологічна мозаїчність кристалів суттєво впливає на функціональні характеристики епітаксіальних плівок. Розробив рентгенівський експрес-метод визначення структурних характеристик мінералів.
В останні роки життя брав участь у ряді міжнародних проєктів, зокрема у проєкті України та Словаччини «Порівняльний мінералого-геохімічний аналіз Au-Ag-Bi-Te-Se мінералізації неовулканітів Карпатського регіону». У 2009 році закінчив докторську дисертацію на тему «Кристалохімічна і генетична природа інверсійних двійників лужних польових шпатів», але не встиг її захистити.
У 2015 році посмертно нагороджений Державною премією України в галузі науки і техніки за роботу «Геохімічні, петрологічні і геофізичні критерії прогнозування родовищ корисних копалин Українського щита».

## Науковий доробок (частковий)
- «Некоторые вопросы кристаллохимии и минералогии смешанно-слоистых силикатов»: диссертация кандидата геолого-минералогических наук : 04.00.08. — Киев, 1973. — 164 с. : ил.
- «Минералогия Донецкого бассейна»: В 2 ч. / Е. К. Лазаренко, Б. С. Панов, В. И. Груба, В. С. Мельников; Ин-т геохимии и физики минералов АН УССР, Укр. минерал. о — во. — К.: Наук. думка, 1975.
- «Минералогия Криворожского бассейна» // Белевцев Р. Е., Бучинская Н. И., Возняк Д. К., Галабурда Ю. А., Галий С. А., Гершойг Ю. Г., Квасница В. Н., Кульчицкая А. А., Лазаренко Е. К., Мельник Ю. П., Мельников В. С., Павлишин В. И., Пирогов Б. И., Туркевич Г. И.; Наукова думка, Киев, 1977, 542 с.
- «Минералогия Приазовья» // Лазаренко Е. К., Лавриненко Л. Ф., Бучинская Н. И., Галий С. А., Возняк Д. К., Галабурда Ю. А., Зациха Б. В., Иванова И. В., Квасница В. Н., Кульчицкая А. А., Куц В. П., Мельников В. С., Павлишин В. И., Туркевич Г. И.; Киев: Наук. думка, 1981. 432 с.
- «Структурные особенности и симметрия щелочных полевых шпатов из камерных пегматитов Волыни» // Мельников В. С., Павлишин В. И., Пшенцова Н. П.; Минерал. журн. — 1991. — 13, № 4. — С. 12—24.
- «Азовское цирконий-редкоземельное месторождение: минералогические и генетические особенности» // Мельников В. С., Возняк Д. К., Гречановская Е. Е. и др.; Мінерал. журнал. — 2000. — 22, № 1. — С. 42—61.
- «Признаки диафтореза в щелочных полевых шпатах рудовмещающих пород Майского проявления золота» // Мельников В. С., Лазаренко Е. Е.; Сб. науч. тр. Центра радиогеохимии окружающей среды. — 2000. — 2. — С. 190—207.
- «Неоминерализация горящих угольных отвалов Донбасса» / Б. С. Панов, Ю. А. Проскурня, В. С. Мельников, Е. Е. Гречановская // Минералог. журн. — 2000. — Т.22, № 4. — С.37-46.
- Evolution of twin structure of alkali feldspars. I. Feldspars enriched with potassium // Melnikov V. S.; Mineral. Journ. (Ukraine). — 2001. — 23, No 5/6. — P. 47—64.
- Interaction of twinning structure of the feldspars with water fluid — the most significant geological process in the Earth's Crust // Melnikov V. S.; Tenth intern. symp. on water-rock interaction (WRI;10). — Willasimius (Italy), 2001.
- Evolution of twin structure of alkali feldspars. II. Feldspars enriched with sodium // Melnikov V. S.; Mineral. Journ. (Ukraine). — 2003. — 25, No 5/6. — P. 20—35.
- «Трансформация твид-структуры ортоклаза в решетчатый микроклин» // В. С. Мельников; Мінерал. журн. — 2005. — 27, № 2. — С. 9—31.
- «Мінералогія у Національній академії наук України» // Павлишин В. І., Платонов О. М., Брик О. Б., Возняк Д. К., Квасниця В. М., Курепін В. О., Мельников В. С., Міцюк Б. М., Семененко В. П., Таращан А. М.; Мінерал. журн. — 2008. — 30, № 3. — С. 7—37.
- «Псевдоморфное замещение бритолита Азовского цирконий-редкоземельного месторождения: роль метамиктности и метасоматоза» // Мельников В. С., Гречановская Е. Е.; Мінерал. журн. 2010. 32, № 3. С. 11—21.
- «Азовское редкоземельное месторождение Приазовского мегаблока Украинского щита (геология, минералогия, геохимия, генезис, руды, комплексные критерии поисков, проблемы эксплуатации)» / Е. М. Шеремет, В. С. Мельников, С. Н. Стрекозов, Н. А. Козар, Д. К. Возняк, А. А. Кульчицкая, С. Г. Кривдик, Б. В. Бородыня, Т. П. Волкова, Е. В. Седова, А. А. Омельченко, Ю. И. Николаев, Л. Д. Сетая, Н. Г. Агаркова, Е. Е. Гречановская, Н. В. Фощий, В. Н. Екатериненко. Донецк: Ноулидж, 2012. 374 с.

### Авторські свідоцтва на винаходи (у співавторстві)
- 1996 — «Спосіб обробки вісмутового надпровідного матеріалу»
- 1997 — «Спосіб одержання високотемпературних металооксидних керамічних матеріалів»
- 2002 — «Надпровідний матеріал і спосіб його виготовлення»
- 2004 — «Надпровідний матеріал»